# Període clàssic d'Amèrica
|  | Aquest article tracta sobre el període històric americà. Si cerqueu el període històric de l'Amèrica Central i el sud d'Amèrica del Nord, vegeu «Període Clàssic Mesoamericà». |

El període clàssic d'Amèrica és un terme teòric arqueològic terme que s'aplica a les societats d'Amèrica del Nord i de Mesoamèrica que correspon per a efectes d'estudi entre el 300 i el 900 (entre el 500 i el 1200 segons altres estudiosos). Es tracta de l'era d'esplendor de les civilitzacions més destacades del continent, especialment a Mesoamèrica, com la maia. Aquesta etapa és la quarta de les cinc etapes en què es divideix la història de l'Amèrica Precolombina plantejada per Gordon Willey i Philip Phillips al seu llibre de 1958 Method and Theory in American Archaeology.
Les cultures del Període clàssic se suposa que tenien especialització artesanal i inicis de metal·lúrgia. Se'ls suposa l'organització social per involucrar els inicis de l'urbanisme i els grans centres cerimonials. Ideològicament, les cultures clàssiques hi haurien d'haver desenvolupat una teocràcia. D'antuvi estava el terme estava restringit a les complexes societats de Mesoamèrica i el Perú. Tanmateix, el període inclou altres cultures avançades, com Hopewell, Teotihuacan, i la primerenca maia.
En l'Antic Perú, s'inicia amb l'aparició dels estats militaritzats de les cultures mochica i Nazca, observant-se llavors l'aparició d'estats de territoris reduïts a un o poques valls costaneres amb una força militar regular. Posteriorment apareix en tot el Perú antic l'influx de la cultura wari i el de la cultura tiahuanaco a la zona propera a l'altiplà andí, incloent les valls de la costa sud.